# Santa Rosalia (Basse-Californie du Sud)
Santa Rosalía est une ville mexicaine de l'État de Basse-Californie du Sud, siège de la municipalité de Mulegé.

## Histoire
Située au bord du golfe de Californie, dans le centre de la péninsule de Basse-Californie, la ville a été fondée en 1885 par les ingénieurs français de la mine de cuivre concédée à la Compagnie du Boléo pour 50 ans, en échange d'une promesse de développer les infrastructures locales, dont un port artificiel.  
La mairie et la poste sont installées dans les bâtiments d'époque, construits en bois et dont l'architecture coloniale rappelle celle de la Guadeloupe ou de la Martinique, avec leurs galeries surmontées d'un petit toit.

## Patrimoine
L’église Santa-Barbara est un bâtiment en fer, montrée à l'exposition universelle de Paris de 1889 dont le clou était la Tour Eiffel. Achetée, elle fut démontée et acheminée par voilier à Santa Rosalía. L'église est un rare témoignage d'exportation du procédé Duclos,.

## Économie
Les mines de cuivre de Santa Rosalía sont situées au bord du golfe de Californie, à 19 km de la ville.